# ذكريات شبابي
الذكريات الصغيرة (ذكريات شبابي) هي سيرة ذاتية كتبها الروائي البرتغالي جوزيه ساراماغو،
الحائز على جائزة نوبل في الأدب لعام 1998. تُعدّ هذه السيرة بمثابة نظرة حميمة وعميقة على السنوات الأولى من حياة الكاتب، حيث يستحضر من خلالها ذكرياته في الطفولة والمراهقة، في قالب تأملي يمزج بين البساطة والعمق الفلسفي الذي يميز أعماله.
نُشرت "ذكريات صغيرة" لأول مرة عام 2006، وتستعرض بأسلوب سردي شخصي مراحل نشأة ساراماغو في الريف البرتغالي، مركّزاً على تفاصيل الحياة اليومية، وشخصيات العائلة والجيران، والبيئة الثقافية والاجتماعية التي أثّرت في تكوين رؤيته الأدبية والإنسانية.
ورغم أن النص يُصنف ضمن أدب السيرة الذاتية، إلا أنه يتجاوز الإطار التقليدي للسيرة، ليقدم تأملاً أدبياً في الزمن والذاكرة والهوية.
العمل يُعدّ من أبرز المحطات في مسيرة ساراماغو المتأخرة، ويكشف عن جانب إنساني عميق من شخصيته، بأسلوبه المعتاد الذي يتسم بالسخرية الرقيقة، واللغة الشعرية المتدفقة، والجمل الطويلة المتشابكة.